# Bayer Róbert
Bayer Róbert, (Nádfő, 1878. március 28. – Mezőkövesd, 1953. november 16.) válogatott labdarúgó, fedezet és pedagógus.

## Pályafutása
Matematika-fizika szakos tanári diplomát, majd tornatanító képesítést is szerzett Budapesten.
Nagy szerepet játszott a századfordulón az egyetemi sportéletben. MAC játékosaként válogatott is volt. A BEAC egyik alapító tagja.

### Klubcsapatban
MAC balfedezete, apró termete mellett technikai képzettsége, fürgesége és észszerű helyezkedései révén a magyar labdarúgás "hőskorának" egyik legjelesebb játékosa volt. Kedves emberi tulajdonságai is hozzájárultak ahhoz, hogy a közönség rendkívül kedvelte.

### A válogatottban
1902-ben a magyar válogatott első hivatalos mérkőzésén szerepelt, majd 1903-ban még egyszer lehetőséget kapott.

## Pedagógusként
Aradon, Zsolnán és Eperjesen tanított. Öntevékenységén alapuló módszere úttörő volt a tanításában. 1911-ben megszervezi a mezőkövesdi főgimnáziumot, melynek 1936-ig igazgatója. 1912-ben elsőként javasolja a tanulók laboratóriumi és műhelygyakorlatát. 1922-ben internátussal bővült a gimnázium.
Iskolán kívül is sokat tett a népművelésért. Tanfolyamokat, előadásokat és kiállításokat tartott Mezőkövesden.

## Statisztika

### Mérkőzése a válogatottban
| Magyarország | Magyarország      | Magyarország                  | Magyarország | Magyarország | Magyarország | Magyarország | Magyarország | Magyarország |
| #            | Dátum             | Helyszín                      | Hazai        | Eredmény     | Vendég       | Kiírás       | Gólok        | Esemény      |
| ------------ | ----------------- | ----------------------------- | ------------ | ------------ | ------------ | ------------ | ------------ | ------------ |
| 1.           | 1902. október 12. | Bécs, WAC-pálya               | Ausztria     | 5 – 0        | Magyarország | barátságos   | -            |              |
| 2.           | 1903. június 11.  | Budapest, Margitszigeti pálya | Magyarország | 3 – 2        | Ausztria     | barátságos   | -            |              |
|              | Összesen          |                               |              | 2            | mérkőzés     |              | 0            | gól          |

## Emlékezete
- Bayer Róbert kollégium Mezőkövesden (1992)